# Решетников Максим Геннадійович
Решетников Максим Геннадійович (нар. 11 липня 1979, Перм, РРФСР, СРСР) — російський державний діяч. Міністр економічного розвитку Російської Федерації з 21 січня 2020 по 7 травня 2024 (в.о. з 7 травня 2024).
Губернатор Пермського краю з 18 вересня 2017 року по 21 січня 2020 року. Член Вищої ради політичної партії Єдина Росія.
З 2022 року перебуває під персональними санкціями Євросоюзу та низки інших країн у зв'язку із вторгненням Росії в Україну.